# 마가군
마가군(중국어: 马家军) 또는 영어로 마 군벌(영어: Ma Clique)은 1919년부터 1928년까지 시베이의 칭하이성, 간쑤성, 닝샤성을 지배했던 후이족 군벌을 총칭하는 명칭이다. 1862년 1912년 신해혁명으로 청나라가 무너진 이후 시베이 지역은 중국인 무슬림 장군 마치가 이끄는 군벌의 지배를 받게 되었고, 1928년 북벌의 성공으로 중국 국민당이 중국 전역을 통제하게 되자 마가군 역시 국민당과 연합하게 되었다.
"마씨"는 중국계 이슬람인들이 무함마드를 중국어로 음차한 성씨였는데, 마가군은 가족 관계에 따라 크게 세 그룹으로 나뉘었으며 이들은 각각 닝샤, 간쑤, 칭하이를 지배하였다. 마가군의 유명한 장군에는 마부팡, 마훙쿠이, 마훙빈이 있었으며 이들을 합쳐서 서북삼마(중국어: 西北三馬)라고 부르기도 했다. 에드거 스노와 같은 일부 학자들은 마부팡의 형인 마부칭을 포함해 마가군의 유명한 장군을 "서북사마"라고 불렀다.
19세기 말엽 청나라 장군이었던 동푸샹이 이끌던 후이족 군대에서 기원을 찾을 수 있는 마가군은 청나라의 여러 전쟁에 동원되었다. 신해혁명 이후 새로 수립된 중화민국 임시정부에 협조하기로 합의했다. 이후 마가군은 백랑의 난, 간쑤 봉기, 북벌, 중화민국-티베트 전쟁, 신장 전쟁, 중일 전쟁, 그리고 국공 내전에서 국민혁명군의 부대로 참여했다.

## 같이 보기
- 중화민국의 역사

## 참조

### 참고 문헌
- 張承志 『回教から見た中国 民族・宗教・国家』 ISBN 4-12-101128-7